# Surrender Your Love
Surrender Your Love è una canzone del progetto musicale scozzese di house music di John Reid Nightcrawlers, estratta come secondo singolo dal loro album di debutto Let's Push It. 
Scritta e registrata da Reid con il DJ MK (alias Marc Kinchen), venne pubblicata nel luglio del 1995, subito dopo la seconda stampa del precedente Push the Feeling On (in Francia entrò addirittura nella top 50 soltanto tre settimane dopo quest'ultima). Divenne una hit (seconda e ultima del gruppo) in numerosi Paesi, come il Regno Unito, la già citata Francia ed i Paesi Bassi, dove si piazzò nella top 10.
Dal punto di vista musicale, il brano è molto simile a Push the Feeling On, soprattutto per quanto riguarda la struttura, le sonorità house, la strumentazione utilizzata ed il modo di cantare di Reid. Il ritornello è inoltre composto da sillabe prese dai versi del testo, nel tipico stile di remix (apprezzato sempre nella precedente hit) di Kinchen: "(Sa)-ying We Have Got/Feeling/..ying We Have/Wanna Stay".

## Lista delle tracce
- CD single

1. Surrender Your Love (MK radio edit) — 3:51
2. Surrender Your Love (MK dub mix) — 6:06

- CD maxi

1. Surrender Your Love (MK radio edit) — 3:48
2. Surrender Your Love (MK club mix) — 8:24
3. Surrender Your Love (Wand's Crunchy nut mix) — 8:52
4. Surrender Your Love (MK dub mix) — 6:04
5. Surrender Your Love (Wand's Sugar puff mix) — 4:17

## Classifica

### Posizione massima
| Classifica (1995)                       | Posizione |
| --------------------------------------- | --------- |
| Austria (Ö3 Austria Top 40)             | 17        |
| Belgio (Ultratop 50 Singles (Fiandre))  | 29        |
| Belgio (Ultratop 50 Singles (Vallonia)) | 11        |
| Finland (Suomen virallinen lista)       | 4         |
| Francia (SNEP)                          | 9         |
| Germania (Media Control AG)             | 27        |
| Irlanda (IRMA)                          | 14        |
| Paesi Bassi (Single Top 100)            | 10        |
| Scozia (Official Charts Company)        | 21        |
| Svezia (Sverigetopplistan)              | 18        |
| Svizzera (Schweizer Hitparade)          | 20        |
| UK Singles (Official Charts Company)    | 7         |

### Classifiche di fine anno
| Classifico (1995)                | Posizione |
| -------------------------------- | --------- |
| Belgian (Vallonia) Singles Chart | 57        |
| French Singles Chart             | 47        |